# Rasmus Lindgren
Rasmus Lindgren (født 29. november 1984 i Landskrona) er en svensk fodboldspiller, der spiller hos BK Häcken. Han blev i sæsonen 2005/2006 udlånt af AFC Ajax til FC Groningen. I hans ungdom kom han fra Sverige til for at spille for AFC Ajax. Lindgren spiller for det meste på midtbanen.
Han debuterede for Ajax d. 13. februar 2005 i kampen NAC-Ajax (1-2) og scorede sit første mål i professionel fodbold, for FC Groningen i kampen, RKC Waalwijk-FC Groningen (2-1). Lindgren har spillet for forskellige ungdomshold i Sverige. Den 1. marts 2006 skrev Rasmus Lindgren et 4-årigt kontrakt med FC Groningen.

## Karriere
Sæson, Klub, Kampe, Mål, Liga
2004/05 – AFC Ajax – 4 – 0 – Eredivisie
2005/06 – FC Groningen – 19 – 2 – Eredivisie
Total 23 2